# 永末恵子
永末 恵子（ながすえ けいこ、1954年2月15日 - 2016年2月19日）は、俳人。広島県生。現代詩、短歌の制作期を経て、1988年より句作をはじめ「白燕」に入会、橋閒石に師事する。2003年「白燕」退会、以後無所属で作句。句集に『発色』『留守』『借景』『ゆらのとを』がある。

## 著書
- 歌集『くるる』七月堂、1989年
- 句集『発色』白燕発行所、1991年
- 句集『留守』航跡舎、1997年
- 句集『借景』航跡舎、1999年
- 句集『ゆらのとを』ふらんす堂、2003年

## 評価
池田澄子は永末の訃報に際して「彼女の俳句との交わりの深さと言ったら、俳人の誰とも比較のできない清潔で濃いものだった。だから永末恵子のファンは多い。しかし、俳壇に名を馳せるといった俳人ではなかった。其処には彼女の興味も関心も、勿論、意欲もなかった。それは本当に彼女が、俳句に自身を賭けていたからだ。俳句はお仕事ではなく、俳句の先生になるのではなく、だから、俳句のためには必要な人だった。その人の逝去は勿体ないにも程がある」と評した。